# Hard Discount
Hard Discount este un lanț de supermarketuri din Brașov, deținut de Diana Filipoiu.
Este una dintre cele mai mari rețele de supermarketuri cu capital românesc de pe piață.
La finele lui 2007, compania opera 7 unități, având vânzări totale de 19 milioane euro și aproape 400 de angajați.
Număr de angajați:
- 2010: 230[1]
- 2007: 400[1]

Cifra de afaceri:
- 2008: 18 milioane euro[1]
- 2007: 19 milioane euro[1]